# Maaya Sakamoto
Maaya Sakamoto (jap. 坂本 真綾 Sakamoto Maaya; ur. 31 marca 1980 w Tokio) – japońska seiyū i piosenkarka.

## Wybrane role w serialach anime
Najważniejsze role zostały pogrubione.
- 1996: The Vision of Escaflowne – Hitomi Kanzaki
- 1998: Kronika wojny na Lodoss – Leaf
- 1998: Cowboy Bebop – Stella Bonnaro
- 1999: Medabots – Karin Juniei
- 2000: Geneshaft – Beatrice Ratio
- 2001: Detektyw Conan – Yuki Takeno
- 2001: Hellsing – Rip van Winkle
- 2002: Kanon – Mishio Amano
- 2002: .hack//Sign – Aura
- 2002: Petite Princess Yucie – Aries
- 2002: Naruto – Matsuri
- 2006: Death Note – Kiyomi Takada
- 2007: Naruto Shippūden – Matsuri
- 2007: Bamboo Blade – Rin Suzuki
- 2008–2014: Kuroshitsuji – Ciel Phantomhive
- 2010: Arakawa Under the Bridge - Nino
- 2014: Seven Deadly Sins – Merlin
- 2021: Heike monogatari – Taira no Shigeko[1]